# Österrikiska ishockeyligan 2008/2009
Österrikiska ishockeyligan 2008/2009, även känd som EBEL 2008/2009, var den högsta divisionen för ishockey i Österrike för säsongen 2008/2009. Totalt 10 lag deltog, varav sju från Österrike, två från Slovenien och ett lag från Ungern. De tio lagen spelade totalt 54 omgångar vardera i grundserien, varefter de åtta främsta gick vidare till slutspel. Efter säsongens slut stod EC KAC som både österrikiska mästare och EBEL-mästare för säsongen 2008/2009 efter att ha besegrat EC Red Bull Salzburg i finalen med 4-3 i matcher.

## Grundserien
|     | EBEL                      | SM | V  | F  | ÖTF | GM  | IM  | MS  | P  |
| --- | ------------------------- | -- | -- | -- | --- | --- | --- | --- | -- |
| 1.  | EC KAC                    | 54 | 38 | 12 | 4   | 204 | 141 | +63 | 80 |
| 2.  | Vienna Capitals           | 54 | 33 | 14 | 7   | 203 | 162 | +41 | 73 |
| 3.  | EC Red Bull Salzburg      | 54 | 32 | 18 | 4   | 200 | 157 | +43 | 68 |
| 4.  | EC VSV                    | 54 | 31 | 18 | 5   | 183 | 153 | +30 | 67 |
| 5.  | EHC Linz                  | 54 | 30 | 21 | 3   | 166 | 144 | +22 | 63 |
| 6.  | HK Jesenice               | 54 | 24 | 24 | 6   | 179 | 197 | –18 | 54 |
| 7.  | Graz 99ers                | 54 | 24 | 24 | 6   | 124 | 154 | –30 | 54 |
| 8.  | HC Innsbruck              | 54 | 24 | 24 | 6   | 153 | 186 | –36 | 54 |
|     |                           |    |    |    |     |     |     |     |    |
| 9.  | Alba Volán Székesfehérvár | 54 | 17 | 28 | 9   | 129 | 178 | –49 | 43 |
| 10. | HDD Olimpija Ljubljana    | 54 | 17 | 30 | 7   | 131 | 200 | –69 | 41 |

## Slutspel

### Kvartsfinal
- EC KAC – HC Innsbruck 4–2 i matcher
- EC VSV – EHC Linz 2–4 i matcher
- Vienna Capitals – Graz 99ers 4–3 i matcher
- EC Red Bull Salzburg – HK Jesenice 4–1 i matcher

### Semifinal
- EC KAC – EHC Linz 4–0 i matcher
- Vienna Capitals – EC Red Bull Salzburg 1–4 i matcher

### Final
- EC KAC – EC Red Bull Salzburg 4–3 i matcher

## Källa
Den här artikeln är helt eller delvis baserad på material från tyskspråkiga Wikipedia.